# Gli orti esperidi
Gli orti esperidi (deutsch: „Die Gärten der Hesperiden“) ist ein Libretto zu einem componimento dramatico in zwei Teilen von Pietro Metastasio. Erstmals aufgeführt wurde es in der Vertonung von Nicola Antonio Porpora am 28. August 1721 in Neapel zum Geburtstag der Kaiserin Elisabeth Christine. Es ist Maria Spinola Fürstin Borghese gewidmet.

## Handlung

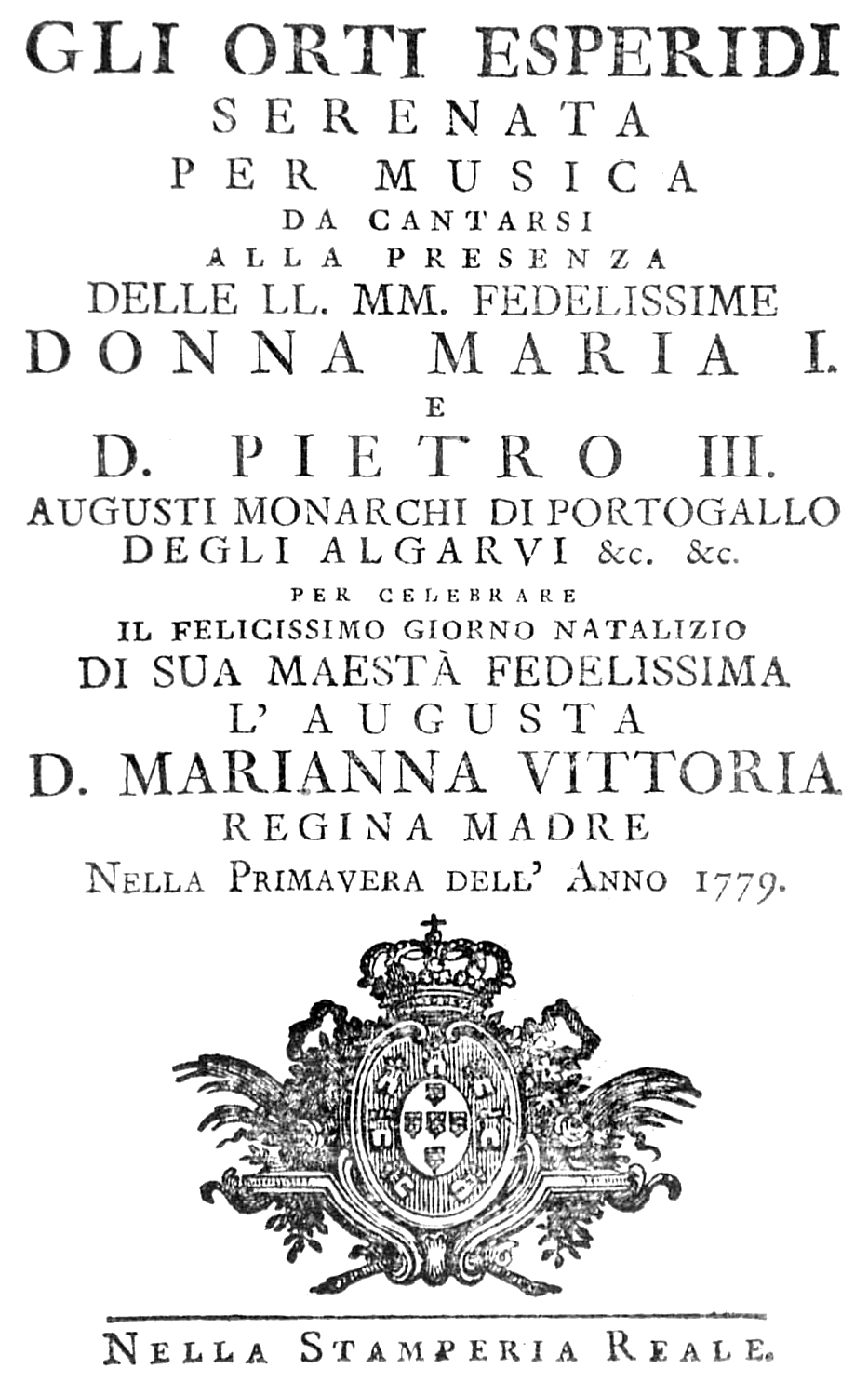
Titelblatt des Librettos, Musik von Jerónimo Francisco de Lima, Lissabon 1779

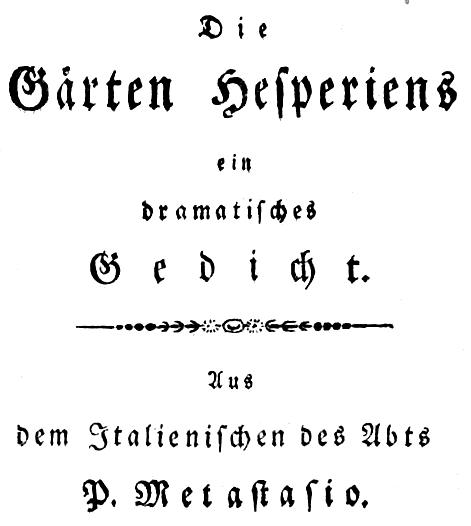
Titelblatt des Librettos, deutsche Übersetzung von Johann J. von Huber, Augsburg 1805

Die folgende Inhaltsangabe basiert auf der deutschen Übersetzung des Librettos der Vertonung von Nicola Porpora.

### Erster Teil
Venus (im Libretto auch Citerea genannt) hat ihre Heimat Zypern verlassen und steigt in Begleitung ihres Geliebten Adonis in die Wälder des Atlas hinab. Dort befinden sich die Gärten der Hesperiden, die Herkunft des goldenen Apfels, den sie nach dem Urteil des Paris als Preis ihrer Schönheit empfangen hat. Die Bäume werden von einem Drachen, dem Symbol der Familie Borghese, bewacht. Aigle, eine der Töchter Hesperos’, kommt ihnen entgegen und fragt sie nach dem Grund ihres Kommens. Venus antwortet, dass dies der Geburtstag Elises (Kaiserin Elisabeths) sei und sie ihr einen der Äpfel schenken möchte. Sie hat vor, diesen noch zu verbessern, so dass er nicht Zwist, sondern Fruchtbarkeit spendet. Adonis ist es nicht gestattet, sich den Bäumen zu nähern. Daher bleibt er in Gesellschaft Aigles zurück, während sich Venus auf die Suche macht. Da Adonis sich ohne Venus sofort einsam fühlt, tröstet ihn Aigle mit ihrer eigenen Geschichte. Sie selbst habe sich damit abgefunden, fern von ihrem Geliebten leben zu müssen. Nun nahen sich der Kriegsgott Mars (Adonis’ Nebenbuhler bei Venus) und die Meeresgottheit Palaimon (Aigles Geliebter). Mars ist auf der Suche nach Venus. Adonis verschweigt vorsichtshalber seinen echten Namen und gibt sich als Aigles Liebhaber Elmiro aus. Mars freut sich für ihn. Palaimon dagegen wird eifersüchtig.
Adonis warnt Venus vor der Ankunft ihres eifersüchtigen Verehrers Mars. Er befürchtet auch, dass sie seinem Drängen nachgeben könnte. Venus beruhigt ihn jedoch damit, dass ihre Treue unangreifbar sei. Die beiden versichern sich ihrer Liebe im Duett „Se fedel, cor mio, tu sei“.

### Zweiter Teil
Mars beklagt sich bei Adonis über Venus’ abweisendes Verhalten und fragt sich, warum er sie nicht finden kann. Adonis meint, sie sei vielleicht auf der Suche nach ihm und ihm sicher treu. Mars lässt sich jedoch nicht so leicht beruhigen und droht mit den fürchterlichen Folgen seines Zorns, wenn er ihre Treulosigkeit beweisen könne. Wieder allein, sorgt sich Adonis um sein Schicksal.
Palaimon wirft Aigle vor, ihn mit Elmiro betrogen zu haben. Obwohl sie ihn über Adonis’ wahre Identität aufklärt, glaubt er ihr nicht. Da sich Venus und Adonis nahen, bittet sie ihn, sich zu verstecken und ihr Gespräch zu belauschen. So könne er die Wahrheit erfahren. Die beiden kommen unter Liebesschwüren näher. Venus ist besorgt, weil sie geträumt hat, dass Adonis im Schlaf von einem wilden Eber verwundet wurde. Adonis’ einzige Sorge ist es dagegen, von ihr getrennt zu werden. Inzwischen ist Palaimon von Aigles Unschuld überzeugt. Die beiden bleiben aber weiterhin versteckt. Da Mars zurückkehrt, müssen Venus und Adonis ihre Täuschung wieder aufnehmen. Venus versichert Mars, ihm treu zu sein und bereits einige andere Verehrer abgewiesen zu haben. Mars droht erneut mit den Auswirkungen seiner Wut, falls er Gegenteiliges feststellen würde. Sollte sie sich ihm aber freundlich zeigen, so werde er seinen Zorn unterdrücken und für Frieden sorgen. Venus stimmt zu und meint, zum Geburtstag Elisens werde nun das Goldene Zeitalter wiederkehren. Aigle und Palaimon treten aus ihrem Versteck und stimmen in die Wünsche ein. Es folgen eine Reihe von Lobpreisungen auf Elisabeth. Palaimon erklärt, nur zu ihrer Feier aus dem Meer aufgetaucht zu sein. Weitere Göttinnen erscheinen gemeinsam mit den allegorischen Figuren der Ehrbarkeit und des Wohlstands. Venus überreicht Elise den goldenen Apfel und verspricht ihr einen Thronfolger. Mars versichert ihr seine Unterstützung in Kriegszeiten und prophezeit, dass der Habsburger Adler den Orient bis zum Ganges erobern und Asien befreien werde. Zum Abschluss besingt der Chor die zu erwartenden friedlichen Zeiten.

## Geschichte
Gli orti esperidi ist eines der ersten Libretti Metastasios. Er wurde 1721 von Marcantonio Borghese, dem damaligen österreichischen Vizekönig Neapels, beauftragt, anlässlich der Geburtstagsfeier der Kaiserin Elisabeth ein musikalisches Drama zu schreiben. Da die Kaiserin ein Kind erwartete und sich der Hof einen Jungen als Thronfolger wünschte, finden sich entsprechende Anspielungen auch im Libretto. Damals war Metastasio hauptberuflich als Jurist tätig und wurde von seinem Arbeitgeber Giovanni Antonio Castagnola stark gefordert. Um diesen nicht zu verärgern, akzeptierte Metastasio den Auftrag nur unter der Bedingung, dass sein Name als Autor geheim gehalten werde. So wussten bis zur Aufführung weder der Komponist Porpora noch die Ausführenden von seiner Identität. Für seine Arbeit erhielt er eine Vergütung von 200 Dukaten. Die Hauptrolle der Venus sang Metastasios Mäzenin, die damals berühmte Primadonna Marianna Benti Bulgarelli (genannt „La Romanina“). Außerdem wirkte der Kastrat Farinelli mit. Die Aufführung am 28. August 1721 im Palazzo Reale wurde ein großer Erfolg, und das Werk wurde anschließend unter Nennung seines Namens in Neapel veröffentlicht. Die Partitur fand daraufhin einige Verbreitung und erreichte 1730 Hamburg.
Eine deutsche Übersetzung des Librettos von Johann J. von Huber erschien 1805 unter dem Namen Die Gärten Hesperiens in Augsburg.

## Vertonungen
Folgende Komponisten vertonten dieses Libretto:
| Komponist                  | Uraufführung                   | Aufführungsort | Anmerkungen |
| -------------------------- | ------------------------------ | -------------- | --- |
| Nicola Antonio Porpora     | 28. August 1721, Palazzo Reale | Neapel         | „componimento dramatico“; zum Geburtstag der Kaiserin Elisabeth Christine; auch 1730 in Hamburg                            |
| Nicola Conforto            | 13. Mai 1751                   | Neapel         | „cantata“; zum Geburtstag der Kaiserin Maria Theresia                                                                      |
| Luciano Xavier Santos      | 1764, Palazzo Queluz           | Lissabon       | „dramma per musica“ |
| Domenico Fischietti        | 22. April 1775                 | Salzburg       | „serenata“; zum Besuch des Erzherzogs Maximilian Franz, zusammen mit Il re pastore von Wolfgang Amadeus Mozart beauftragt. |
| Jerónimo Francisco de Lima | 5. April 1779, Palazzo Ajuda   | Lissabon       | „serenata per musica“; zum Geburtstag der Königinmutter Maria Anna Viktoria                                                |
| Pietro Vannacci            | 14. Juli 1802                  | Pisa           | „componimento drammatico“                                                                                                  |

## Aufnahmen und Aufführungen in neuerer Zeit
- Nicola Antonio Porpora:
  - 2013: Aufführung in der Villa Pignatelli Cortes in Neapel mit dem Kammerorchester I Talenti Vulcanici della Pietà de’ Turchini unter der Leitung von Stefano Demicheli. Die Sänger waren Maria Grazia Schiavo (Venere), Ilham Nazarov (Adone), Takaya Ehara (Marte), Tatia Jibladze (Egle) und Riccardo Angelo Strano (Palemone).[6]

## Digitalisate
1. 1 2 3  Libretto (deutsche Übersetzung von Johann J. von Huber) der von Nicola Porpora vertonten Fassung, Augsburg 1805 als Digitalisat beim Münchener Digitalisierungszentrum.
2. ↑  Libretto (italienisch) der Kantate von Nicolò Conforto, Neapel 1751 als Digitalisat im Museo internazionale e biblioteca della musica di Bologna.
3. ↑  Libretto (italienisch)  der Oper von Jerónimo Francisco de Lima, Lissabon 1779. Digitalisat im Corago-Informationssystem der Universität Bologna.